# Jean-Bernard Castillon
Pour les articles homonymes, voir Castillon.
Jean-Bernard Castillon, né le 29 décembre 1940, est un botaniste français.